# Ахметов, Адиль Курманжанович
Адиль Курманжанович Ахметов' (каз. Әділ Құрманжанұлы Ахметов; род. 23 мая 1941, с. Нарынкол, Райымбекский район, Алматинская область) — казахстанский государственный и общественный деятель, учёный, дипломат. доктор филологических наук (1995), профессор, академик. Заслуженный деятель Казахстана (2003).

## Биография
Родился 23 мая 1941 года в селе Нарынкол Райымбекского района Алматинской области. Происходит из рода албан Старшего жуза.
В 1963 году окончил факультет английского языка Алма-Атинского института иностранных языков по специальности «учитель английского языка в казахских школах».
Владеет казахским, русским и английским языками.
В 1995 году присвоена ученая степень доктора филологических наук, тема диссертации: «Табу и эвфемизм в тюркских языках (сравнительно-этнолингвистическое исследование)».
Чрезвычайный и Полномочный Посланник I класса.

## Трудовая деятельность
С 1963 по 1990 годы — Преподаватель, старший преподаватель, заместитель декана, декан факультета английского языка, проректор по учебной работе, доцент кафедры лексикологии Алма-Атинского педагогического института иностранных языков.
С 1990 по 1992 годы — Специалист I категории Отдела внешнеэкономических связей исполкома Алма-Атинского городского Совета народных депутатов, главный специалист аппарата главы Алма-Атинской городской администрации — постоянный представитель Алма-Атинской городской администрации в городе Тусон (штат Аризона, США).
С 1992 по 1997 годы — Ректор Казахский университет международных отношений и мировых языков имени Абылай хана.
С 1997 по 1999 годы — Председатель Комитета образования Министерства образования, культуры и здравоохранения Республики Казахстан.
С февраль 1999 по октябрь 1999 годы — Ректор Казахский университет международных отношений и мировых языков имени Абылай хана.
С октябрь 1999 по 2000 годы — Первый вице-министр иностранных дел Республики Казахстан.
С апрель 2000 по ноябрь 2001 годы — Посол по особым поручениям, Чрезвычайный и Полномочный Посол Республики Казахстан в Соединённом Королевстве Великобритании и Северной Ирландии, а также Чрезвычайный и Полномочный Посол Республики Казахстан в Ирландской Республике, Королевстве Норвегия и Королевстве Швеция по совместительству.
С декабрь 2001 по апрель 2004 годы — Основатель и первый ректор Казахстанско-Британского технического университета.
С апрель 2004 по август 2007 годы — Проректор по международному сотрудничеству Казахстанско-Британского технического университета.
С 2013 года по настоящее время — профессор кафедры ЮНЕСКО Евразийский национальный университет имени Гумилёва.

## Прочие должности
- Член Исполнительного Совета Европейской Ассоциации высших учебных заведений.
- Личный представитель Действующего председателя ОБСЕ по борьбе с нетерпимостью и дискриминацией в отношении мусульман.
- Специальный представитель Президента Парламентской Ассамблеи ОБСЕ по наблюдению ситуации в Кыргызстане[2].
- Член Комиссии по правам человека при Президенте Республики Казахстан (2012—2018).
- Член Союза журналистов Казахстана (с 1995 года).

## Выборные должности, депутатство
В 2004 году был кандидатом в депутаты Мажилиса Парламента Республики Казахстан.
С 2007 по 2013 годы — Депутат Сената Парламента Республики Казахстан, член Комитета по международным отношениям, обороне и безопасности, секретарь Комитета по международным отношениям, обороне и безопасности. Назначен Указом Президента Республики Казахстан.

## Награды и звания
- Орден «Барыс» 1 степени (2019)[4]
- Заслуженный деятель Казахстана (2003)[5]
- Медаль «Астана» (1998)
- Орден Курмет (2009)[6]
- Орден «Содружество» (МПА СНГ)
- Юбилейная медаль «МПА СНГ. 20 лет» (11 апреля 2013 года, Межпарламентская ассамблея СНГ) — за вклад в развитие и совершенствование правовых основ функционирования Содружества Независимых Государств, модельного и национального законодательства государств — участников МПА СНГ, а также в укрепление международных связей и межпарламентского сотрудничества[7]
- Медаль «10 лет независимости Республики Казахстан» (2001)
- Медаль «20 лет Конституции Республики Казахстан» (2015)[8]
- Почётный гражданин Алматинской области и нескольких районов.
- Награждён нагрудным знаком Первого Президента Республики Казахстан «Алтын барыс»
- Неоднократно награждался личным благодарственным письмом Первого Президента Республики Казахстан.
- Почётный работник образования Республики Казахстан
- нагрудный знак «Отличник образования Республики Казахстана»
- нагрудный знак «Ибрай Алтынсарин» (2007)
- нагрудный знак «За заслуги в развитии науки Республики Казахстан»
- академик Российской международной академии наук высшей школы (1995).
- академик Международной академии наук высшей школы Казахстана (1995).
- академик Международной академии им. Ч.Айтматова (2016)[9]
- Лауреат специальной премии Союза журналистов Казахстана имени Беимбета Майлина (1995).
- Награждён государственными юбилейными медалями Республики Казахстан и др.

## Научные, литературные труды
- Автор книг «Английский язык (Хрестоматия для 7-11-го классов)» (1991), «Табу и эвфемизм в тюркских языках» (1995), «Казахский язык для русскоязычных и иностранных студентов» (1995), «Стратегия развития высшего образования в Республике Казахстан» (1998, в соавт.), "Азия — Берингия — Америка, или Азиатские корни американских «индейцев» (2003);  "Код Евразии. На пороге пятой цивилизации" (на казахском, русском и польском языках), "Уроки столетия" (на казахском и русском языках), "Алтайские корни Американских индейцев доколумбовой эпохи (на казахском, русском и турецком языках), "Түркі әлемінің ырым-тыйымдары" (Табу тюркского мира ), "Жаһанданған әлемнің геосаяси келбеті"(Геополитическая картина лобализованного мира)"Викиңдердің ізімен"  (По следам викингов), ряда публикаций в прессе, более 40 научных работ и др.